# Myrna Loy

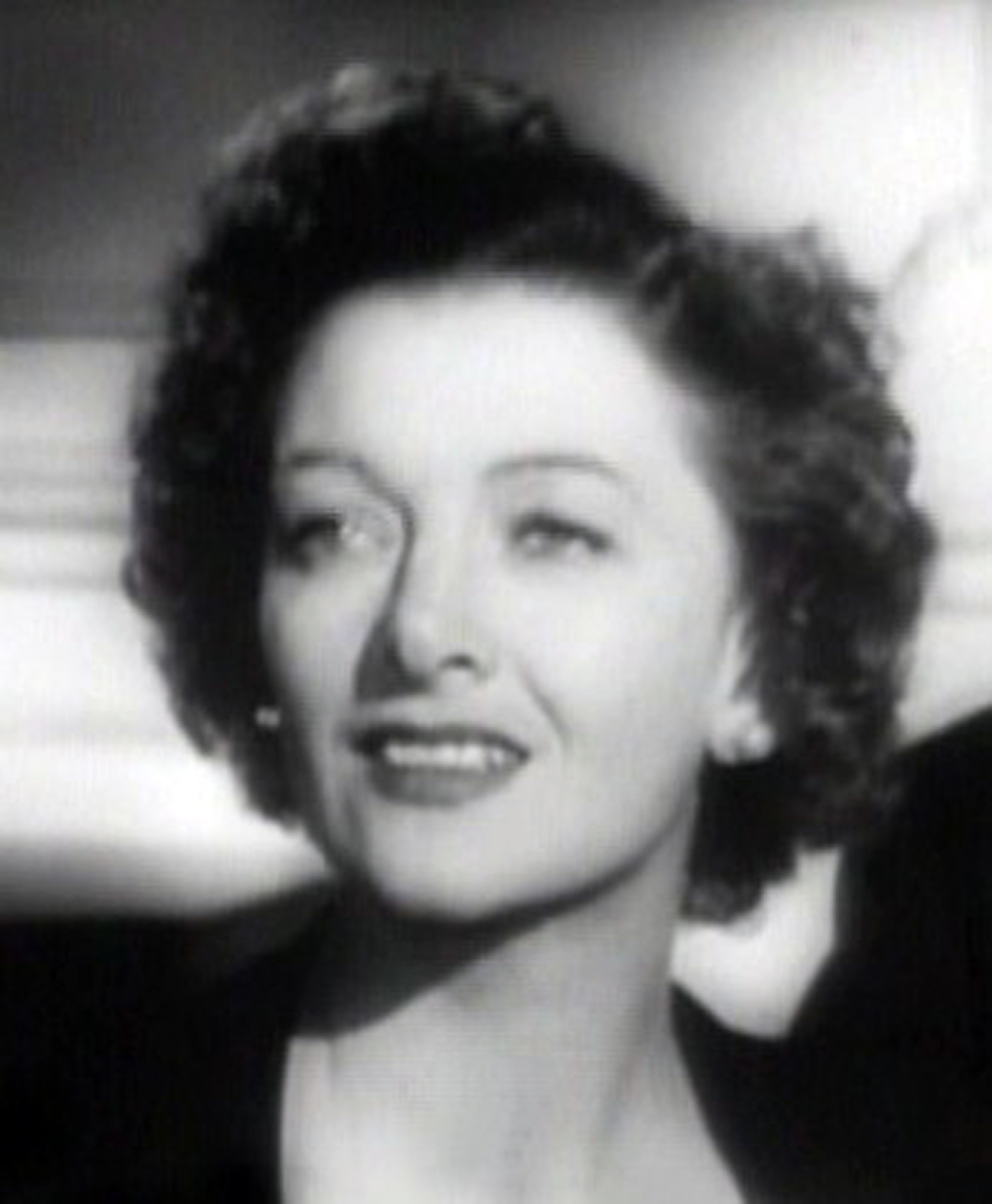
Myrna Loy

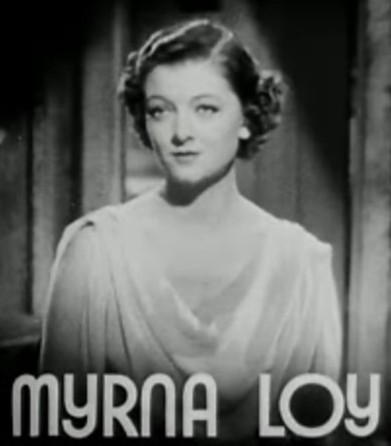
Myrna Loy

Myrna Loy, născută Myrna Adele Williams (n. 2 august 1905, Helena, Montana, SUA – d. 14 decembrie 1993, New York City, New York, SUA), a fost o actriță americană de film.

## Filmografie selectivă

### Cinema
- 1925 What Price Beauty?, regia Tom Buckingham
- 1925 Il figliol prodigo (The Wanderer), regia Raoul Walsh (nemenționat)
- 1925 La mosca nera (Pretty Ladies), regia Monta Bell (nemenționat)
- 1925 Ben-Hur (Ben-Hur: A Tale of the Christ), regia Fred Niblo (nemenționat)
- 1926 The Caveman, regia Lewis Milestone

- 1974 Aeroport '75 (Airport 1975), regia Jack Smight
- 1978 La fine... della fine (The End), regia Burt Reynolds
- 1980 Dimmi quello che vuoi (Just Tell Me What You Want), regia Sidney Lumet